# JANE DOE
「JANE DOE」（ジェーン ドウ）は、日本のシンガーソングライター・米津玄師と宇多田ヒカルの楽曲。『劇場版 チェンソーマン レゼ篇』のエンディング・テーマとして書き下ろされ、2025年9月24日には両A面シングル『IRIS OUT / JANE DOE』としてCDリリースされる。

## 背景と制作
「JANE DOE」は、2025年9月19日公開の映画『劇場版 チェンソーマン レゼ篇』（以下：『レゼ篇』）のエンディング・テーマとして書き下ろされた。本楽曲にはゲストボーカルに宇多田ヒカルを迎えており、米津は作詞作曲を担当した。米津と宇多田は初タッグである。また、米津のシングルに他アーティストがボーカルに参加した作品が収録されるのも初となる。 
米津はレゼ篇に主題歌として「IRIS OUT」を書き下ろしており、同じ作品に二つの楽曲を提供するのは初となる。

## リリースとプロモーション
2025年8月14日に本楽曲のイントロを使用したレゼ篇の新映像と、レゼ篇のエンディング・テーマを宇多田ヒカルと共に担当する事が発表された。それについて、米津はこのようにコメントしている。
誰に歌ってもらうかは深く想定せずこの曲を作り始めたのですが、作っていくうちにどうも宇多田さんしかありえないという気持ちになりとにかくオファーさせていただきました。メランコリックでありながらも風のように吹き抜けていく宇多田さんの歌声がこの曲に乗った瞬間、あまりのことにはっと息をのみながら感激したのをおぼえています。一人の音楽を作る人間としてこの機会をとても光栄に思います。
そして、宇多田はこのようにコメントしている。
オファーを受け、どうなるかわからないけども是非やってみたいと思い挑戦させて頂きました。自分らしさを追求するシンガーソングライター同士誰よりも理解し合える部分と、それぞれの表現方法の対照的な部分に戸惑いながら手探りで突き進んだ先に、互いの新たな一面が現れたことを感じてもらえたら嬉しいです。
本楽曲の解禁によって、同年8月1日に発表されていた米津の両A面シングル「IRIS OUT /（未定）」の未定曲は本楽曲であることが明らかになった。